# Mirosław Szonert

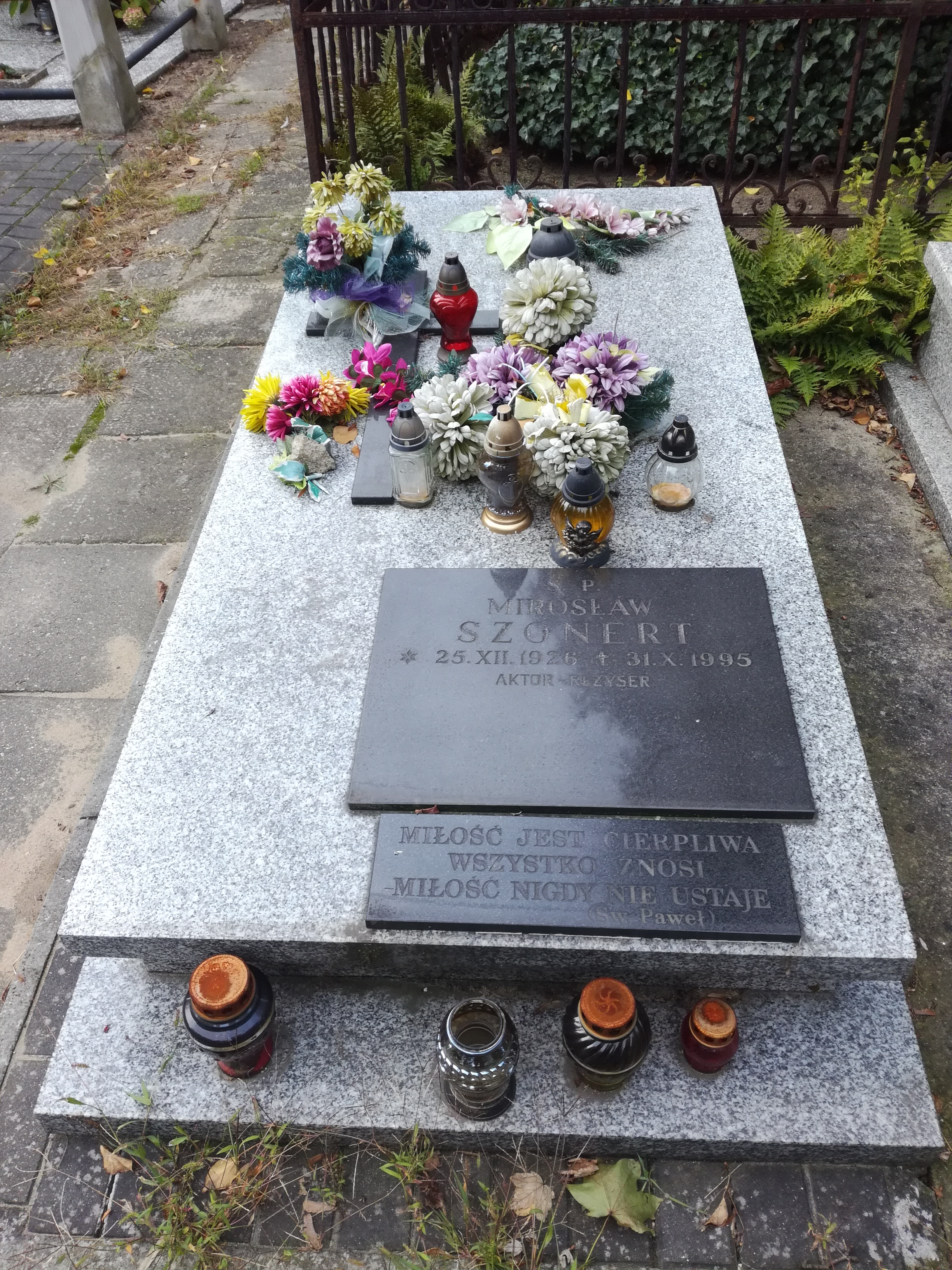
Grób Mirosława Szonerta na Starym Cmentarzu w Łodzi

Mirosław Szonert (ur. 25 grudnia 1926 w Łowiczu, zm. 31 października 1995 w Łodzi) – polski aktor filmowy i telewizyjny.

## Życiorys
Absolwent PWST w Warszawie (z siedzibą w Łodzi).
Był m.in. aktorem Teatru Powszechnego w Łodzi, a w latach 1981–1985 także dyrektorem tego teatru.
Został pochowany na Starym Cmentarzu w Łodzi.

## Filmografia
- Celuloza (1953) jako ksiądz Woyda
- Kapelusz (1961)
- Milczenie (1963)
- Człowiek, który zdemoralizował Hadleyburg (1967) jako dziennikarz z prasy stanowej
- Czterej pancerni i pies (1969) jako kapitan Abwehry
- Na krawędzi (1972)
- Jej powrót (1975)
- Czerwone ciernie (1976) jako lekarz
- Umarli rzucają cień (1978) jako Knejf
- Właśnie o miłości (1978) jako ojciec Jacka
- Do krwi ostatniej... (1978)
- Do krwi ostatniej (serial) jako Stanisław Mikołajczyk (1979)
- Kobieta i kobieta (1979) jako sąsiad Ireny
- Zamach stanu (1980) jako Marian Kukiel
- Królowa Bona (1980) jako Jan Chojeński (odc. 5)
- Kariera Nikodema Dyzmy (1980) jako przodownik Kacperski
- Przed maturą (1980)
- Jeden dzień z mistrzem (1980) jako naczelnik
- Bez miłości (1980) jako redaktor naczelny tygodnika „Kultura i My”
- Vabank (1981) jako kasjer Kramera
- Był jazz (1981)
- Wyłap (1982)
- Co dzień bliżej nieba (1983) jako dyrektor liceum
- Ultimatum (1984) jako Michejko
- Romans z intruzem (1984) jako pułkownik Łoś